# Francesc de Moxó i de Sentmenat
Francesc de Paula de Moxó i de Sentmenat (Barcelona, 18 de març de 1880 - Barcelona, 17 d'abril de 1920) fou un polític i dirigent esportiu català.

## Biografia
Va néixer al carrer dels Caçadors de Barcelona, fill de Dídac Moxó (també escrit Moixó) i Cerdà (1857-1926), i de la marquesa de Sant Mori, Maria Mercè de Sentmenat i de Patiño (1857-1935), ambdós naturals de Barcelona. La mare de Mercè de Sentmenat, Inés de Patiño, era natural de Madrid. Va ser inscrit amb els noms de Francesc de Paula, Josep i Salvador d'Horta.
Vinculat a l'esport català, Francesc de Moxó fou president del FC Barcelona el 1913-1914, de la Federació Catalana de Futbol (1913) i del Reial Club de Tennis Barcelona de 1911 a 1920, fou cofundador i president de la Federació de Societats Esportives (1911) i dirigí la Football Associació Catalana (1913). Practicà l'esgrima i en disputà nombroses competicions, i fou també un dels fundadors i el primer president de l'Associació d'Esgrima Barcelonesa (1913). A partir del 1914, dirigí el Yacht Club Barcelona i, més tard, l'Aeroclub de Barcelona. També actuà com a jutge d'automobilisme en algunes proves, com ara la Volta a Catalunya. Fou periodista i gerent econòmic de la revista Stadium.
També fou elegit diputat al Congrés pel districte de Vilademuls (Girona) a les eleccions generals espanyoles de 1919, per la Unión Monárquica Nacional.